# Следующая остановка — Гринвич-Виллидж
«Следующая остановка — Гринвич-Виллидж» (англ. Next Stop, Greenwich Village) — американский комедийно-драматический фильм сценариста и режиссёра Пола Мазурски, вышедший в 1976 году.

## Сюжет
Начинающий актёр-еврей переезжает из дома родителей в Бруклине и поселяется в Гринвич-Виллидж.

## Актёрский состав
- Ленни Бейкер — Ларри Лапински
- Шелли Уинтерс — Фэй Лапински
- Эллен Грин — Сара Рот
- Лоис Смит — Анита Каннингем
- Кристофер Уокен — Роберт Фалмер
- Дори Бреннер — Конни
- Антонио Фаргас — Бёрнстин Чендлер
- Лу Джекоби — Герб
- Майк Келлин — Бен Лапински
- Майкл Иган — Герберт Бергхоф
- Рашель Новикофф — миссис Тапперман
- Джон Си Бечер — Сид Уайнберг
- Джефф Голдблюм — Клайд Бакстер

## Производство
Фильм является полуавтобиографичным и основан на становлении режиссёра Пола Мазурски в качестве актёра.

## Принятие

### Отзывы критиков
Фильм получил положительные отзывы критиков. На интернет-агрегаторе Rotten Tomatoes он имеет рейтинг 80% на основе 15 рецензий.

### Награды и номинации
| Премия                                 | Год  | Категория                                     | Номинант(-ы)  | Результат |
| -------------------------------------- | ---- | --------------------------------------------- | ------------- | --------- |
| «Золотой глобус»                       | 1977 | Лучшая женская роль второго плана — кинофильм | Шелли Уинтерс | Номинация |
| «Золотой глобус»                       | 1977 | Лучший дебют актёра                           | Ленни Бейкер  | Номинация |
| BAFTA                                  | 1978 | Лучшая женская роль второго плана             | Шелли Уинтерс | Номинация |
| Каннский кинофестиваль                 | 1976 | Золотая пальмовая ветвь                       | Пол Мазурски  | Номинация |
| Национальное общество кинокритиков США | 1977 | Лучший сценарий                               | Пол Мазурски  | Номинация |
| Премия Гильдии сценаристов США         | 1977 | Лучший оригинальный комедийный сценарий       | Пол Мазурски  | Номинация |